# Iota d'Aquari
Iota d'Aquari (ι Aquarii) és una estrella de la Constel·lació d'Aquari. Iota d'Aquari és una estrella blanca-blava subgegant del tipus B de la magnitud aparent +4,29. Està aproximadament a 173 anys llum de la Terra.